# 우에무라 스스무
우에무라 스스무(일본어: 植村 晋, 1964년 4월 9일 ~ )는 일본의 전 축구 선수이다.

## 구단 경력
1987년 일본 사커 리그의 마쓰시타 전기(감바 오사카)에 입단하였다. 1990년에 천황배 우승을 차지하였다. 1993년후 현역 은퇴.